# Te tengo o te perdí
Te tengo o te perdí es el segundo álbum de estudio de Juan Vélez. En Puerto Rico fue lanzado en septiembre de 2010 y logró llegar al primer lugar en ventas. En los EE. UU., el álbum alcanzó el número 3 en el Billboard Latin Album Chart. Además logró ese mismo puesto en el Billboard Latin pop Albums. Se ha mantenido por cuatro semanas en esas listas. En octubre de 2010 lanza su reality show Juan Del Reality A La Realidad, esto sirve para ayudar a la promoción del disco.

## Juan: Del reality a la realidad
Juan Del Reality A La Realidad“ pretende mostrar a un artista en crecimiento en este caso a Juan. En el programa las personas conocerán a Juan no solo como artista sino también como ser humano podrán sentirse más cercano a él ya que las cámaras lo acompañaran todo el día para que el público sienta la confianza las alegrías, tristezas y problemas a los que se enfrenta.  Este programa sale por Punto2 en telemundo de Puerto Rico.

## Te tengo o te perdí
En septiembre de 2010 se lanza al mercado Te tengo o te perdí, lo que será la segunda producción de Juan Vélez. El CD EP contará con seis canciones. de las 11 del disco, para que se pueda vender a un precio más accesible y así contrarrestar la piratería. El álbum cuenta con dos composiciones de Juan. El primer sencillo del álbum fue el tema de promoción de la telenovela de Telemundo El Clon (Puerto Rico). En la radio puertorriqueña Te tengo o te perdí se convirtió en todo un éxito llegando a los primeros lugares.

## Canciones
1. Imperdonable
2. Como Antes
3. Te Tengo O Te Perdí
4. Para Siempre
5. Así Es Como Te Quiero
6. Te Tengo O Te Perdí (salsa)

## Canciones destacadas
- Te tengo o Te Perdí